# Лонгмънт
Лонгмънт (на английски: Longmont) е град в окръг Боулдър, щата Колорадо, САЩ. Лонгмънт е с население от 94 341 жители (2017) и обща площ от 56,4 km². Намира се на 1519 m надморска височина. ЗИП кодът му е 80501-80504, а телефонният му код е 303, 720.